# Dobsoniini
Dobsoniini – plemię ssaków z podrodziny Harpyionycterinae w obrębie rodziny rudawkowatych (Pteropodidae).

## Zasięg występowania
Plemię obejmuje gatunki występujące w południowo-wschodniej Azji i Australii.

## Podział systematyczny
Do plemienia należą następujące rodzaje:
- Aproteles Menzies, 1977 – owocojadek – jedynym przedstawicielem jest Aproteles bulmerae Menzies, 1977 – owocojadek jaskiniowy
- Dobsonia T.S. Palmer, 1898 – gołogrzbietek